# Riich (automobile)
Riich era una marca de lujo del fabricante de automóviles chino Chery. Sus modelos incluían una microvan, sedanes grandes y supermini Riich serie M, incluyendo un hatchback de cinco puertas, un sedán pequeño y un crossover de cinco puertas. La marca se lanzó en marzo de 2009. La marca experimentó bajas ventas y en septiembre de 2012, debido a eso, Chery anunció que dejaría de fabricarse. Las ventas de vehículos Riich finalizaron en abril de 2013.[cita requerida]
Anteriormente Chery utilizó el nombre "Riich" para un modelo de furgoneta (la Chery Riich) antes de la creación de la submarca Riich.

## Productos
El primer producto de Riich que entró en producción fue el G6,[¿cuándo?] un sedán de gama media a alta desarrollado exclusivamente por Chery y se ofrece con un motor V6 de 3.0 litros o un motor turboalimentado de 2.0 litros.
El mini SUV Riich X1 se lanzó en noviembre de 2009, y el sedán mediano G5 en diciembre de 2009.
Los productos lanzados por Riich antes de la discontinuación de la marca se enumeran a continuación:
- Riich G3
- Riich G5
- Riich G6
- Riich M1
- Riich M5
- Riich X1

## Gallery
|          |
| Riich M1 |

|          |
| Riich G3 |

|          |
| Riich G5 |

|          |
| Riich G6 |

|          |
| Riich X1 |